# Nomia subpurpurea
Nomia subpurpurea là một loài Hymenoptera trong họ Halictidae. Loài này được Cockerell mô tả khoa học năm 1920.